# 香坂順一
香坂 順一（こうさか じゅんいち、1915年6月7日 - 2003年7月22日）は、日本の中国語学者、大東文化大学名誉教授。

## 人物
栃木県生まれ。東京外国語学校支那語科卒業。広州市嶺南大学（現・中山大学の前身）に学ぶ。戦後、大阪市立大学教授、1973年から1975年北京大学客員教授。大東文化大学東洋文化研究所教授、同中国語学科主任、同学長、同常務理事、同顧問。NHK中国語講座の講師を務めた。一般財団法人日本中国語検定協会創設者、初代理事長。1990年勲三等旭日中綬章受勲。

## 著書

### 単著
- 華語自修 巻1、4、5 外語学院出版部 1941
- 支那語難語句集解 外語学院出版部 1941
- 新編支那語発音辞典 タイムス出版社 1942
- 南支那民俗誌 海南島篇 台湾総督府外事部 1944
- 現代中国語入門講座 江南書院 1956
- 簡明中国語文法 江南書院 1956
- 初級中国語文法 五月書房 1956
- 現代中国語文法 光生館 1962
- 現代中国語入門 光生館 1962
- 現代中国語解釈 光生館 1963
- 中国語学の基礎知識 光生館 1971
- 現代中国語 新語新釈 光生館 1973
- 中国雑学物語 毎日新聞社 1973
- 一問多答中国語会話 1-2 光生館 1975
- 北京大学二年 竜渓書舎 1976
- 白話語彙の研究 光生館 1983.6
- 中国語の単語の話 語彙の世界 光生館 1983.6
- 三十六計の策 東京美術 1984.6
- 〈水滸〉語彙の研究 光生館 1987.9
- 会話からの中国語入門 光生館 1988.5
- 作文からの中国語入門 光生館 1988.5
- 文法からの中国語入門 光生館 1989.3
- 中国語朝から晩まで 光生館 1991.2
- 〈水滸〉語彙と現代語 光生館 1995.12

### 共著
- 中国語教本 構文篇 陳文彬共著 樋口書房 1940
- 新しい中国語会話 東京から北京へ 丁秀山,柴垣芳太郎共著 江南書院 1955
- 中国語会話入門 小苹の学習 丁秀山、柴垣芳太郎共著 江南書院 1956
- 漢字の歴史 イズミオキナガ共著 江南書店 1958
- 中国標準文法 宮田一郎共著 江南書院 1958
- 簡約中国発音字典 江南書院 1959
- 現代中日辞典 太田辰夫共著 光生館 1961
- 基準中日辞典 太田辰夫共著 光生館 1962
- 中国文化叢書 第1巻 言語 牛島徳次、藤堂明保共編 大修館書店 1967
- 中国語常用語辞典 光生館 1968
- 児女英雄伝語彙索引 宮田一郎共編 明清文学言語研究会 1970
- 現代中国語作文 宮田一郎共著 光生館 1971
- 儒林外史語彙索引 明清文学言語研究会 1971
- 絵ものがたり紅色娘子軍 注釈・日語訳 上野恵司共編 光生館 1972
- 你好!中国語 新井宝雄共著 毎日新聞社 1972
- 現代日中辞典 望月八十吉、宮田一郎共著 光生館 1973
- 水滸全伝語彙索引 采華書林 1973
- 新華字典 日本語版 宮田一郎共編 光生館 1974
- 現代中国語辞典 光生館 1982.3
- 常用中国語三〇〇〇 国書刊行会 1987.1
- 中国語関連語辞典 新しい方式の常用単語集 光生館 1988.7
- 中国語虚詞辞典 初学者も使える 光生館 1988.9
- 中国語軽声辞典 光生館 1989.10
- “你好”から“告辞”まで 新編中国語会話テキスト 光生館 1991.2
- 日本語から中国語へ 光生館 1992.2
- おぼえておきたい中国語慣用語300 羅小東共著 光生館 1992.10 (おぼえておきたい中国語300双書)
- おぼえておきたい中国語成語300 羅小東共著 光生館 1992.10 (おぼえておきたい中国語300双書)
- おぼえておきたい中国語諺300 施一昕共著 光生館 1993.11 (おぼえておきたい中国語300双書)
- おぼえておきたい中国語生活会話300 施一昕共著 光生館 1993.6 (おぼえておきたい中国語300双書)
- おぼえておきたい中国語歇後語300 施一昕共著 光生館 1995.4 (おぼえておきたい中国語300双書)

### 翻訳
- 中国文法基礎 張志公 江南書院 1955
- 中国文語文法 楊伯峻 波多野太郎,宮田一郎共訳 江南書院 1956
- ものがたり紅灯記 紅農兵故事会編 伊藤克共訳 青年出版社 1968
- 聖人孔子の化けの皮をひっ剥がせ! 編訳 青年出版社 1975
- 柳絮舞うころ 浩然 伊藤克共訳 青年出版社 1976
- 漢語初級教程 北京大学中国語テキスト 日本語版 鄧懿 光生館 1993-94

### 記念論集
- 香坂順一先生追悼記念論文集 光生館 2005.7

## 参考
- 追悼記念論文集 年譜
- http://www.47news.jp/CN/200307/CN2003072301000319.html